# ألان ليفين
ألان ليفين (بالإنجليزية: Alan Levin)‏ هو صحفي أمريكي، ولد في 28 فبراير 1926 في نيويورك في الولايات المتحدة، وتوفي في 13 فبراير 2006 في Maplewood, New Jersey ‏ في الولايات المتحدة.

## وصلات خارجية
- ألان ليفين على موقع IMDb (الإنجليزية)
- ألان ليفين على موقع قاعدة بيانات الفيلم (الإنجليزية)